# Haïm Korsia
Haïm Korsia, né le 27 septembre 1963 à Lyon, est un rabbin français, ancien aumônier en chef du culte israélite des armées, aumônier de l'École polytechnique depuis 2005, administrateur du Souvenir français et ancien membre du Comité consultatif national d'éthique. Il est élu grand-rabbin de France le 22 juin 2014 pour sept ans et réélu le 6 juin 2021 pour un nouveau mandat de sept ans.

## Éléments biographiques
Issu d'une famille séfarade venue d'Algérie, il est le fils d'André Korsia originaire d'Oran (rabbin dans la région parisienne), et d'une mère née à Tlemcen,. Né à Lyon, il grandit à Meaux (Seine-et-Marne) puis dans une tour de la banlieue parisienne. Haïm Korsia est père de trois enfants avec son épouse Stéphanie (également mère de deux enfants d'un premier mariage).

### Formation
Haïm Korsia entre au Séminaire israélite de France (SIF), puis obtient le baccalauréat par correspondance. Il est titulaire du diplôme de la Reims Management School, où il a soutenu un mémoire traitant de la conception d'une stratégie de développement pour le rabbinat français, d’un DEA de l’École pratique des hautes études. Il soutient à l'université de Poitiers une thèse de doctorat intitulée Jacob Kaplan ou le rabbin de la République en 2006 et une thèse de doctorat intitulée Le Suicide dans les armées : gérer un non-dit, en 2017, à l'université Paris-Saclay,.

### Carrière professionnelle
Il tient lieu provisoirement de rabbin à la synagogue du Mans, puis il est rabbin de Reims de 1988 à 2000. Il travaille ensuite aux côtés de Joseph Sitruk (grand-rabbin de France de 1987 à 2008), puis de Gilles Bernheim (grand-rabbin de 2009 à 2013).
En 2004, Haïm Korsia indique son intention d'inviter l'humoriste Dieudonné à Auschwitz, car selon lui : « il est l'un des rares à pouvoir parler à ces jeunes désocialisés qui insultent des juifs. Bien malgré lui, il est devenu l'icône de ceux qui veulent s'opposer aux juifs, je suis certain qu'il peut avoir un impact positif sur ces jeunes qui peuvent avoir un rejet du judaïsme ». Cependant, il abandonne le projet la même année, se pliant à l'avis du grand-rabbin Joseph Sitruk qui se désolidarise publiquement de cette initiative.
Haïm Korsia participe de 2006 à 2012 à une émission de débat intitulée Les Enfants d'Abraham sur la chaîne Direct 8 aux côtés du prêtre Alain de La Morandais et de l'anthropologue Malek Chebel.
En qualité d'aumônier en chef du culte israëlite aux armées, il participe le 3 juin 2009 à la cérémonie œcuménique à Notre-Dame de Paris pour les disparus du vol 447 Air France Rio-Paris.
Haïm Korsia est membre d'honneur de l'Observatoire du patrimoine religieux.

## Élection au grand-rabbinat de France en 2014

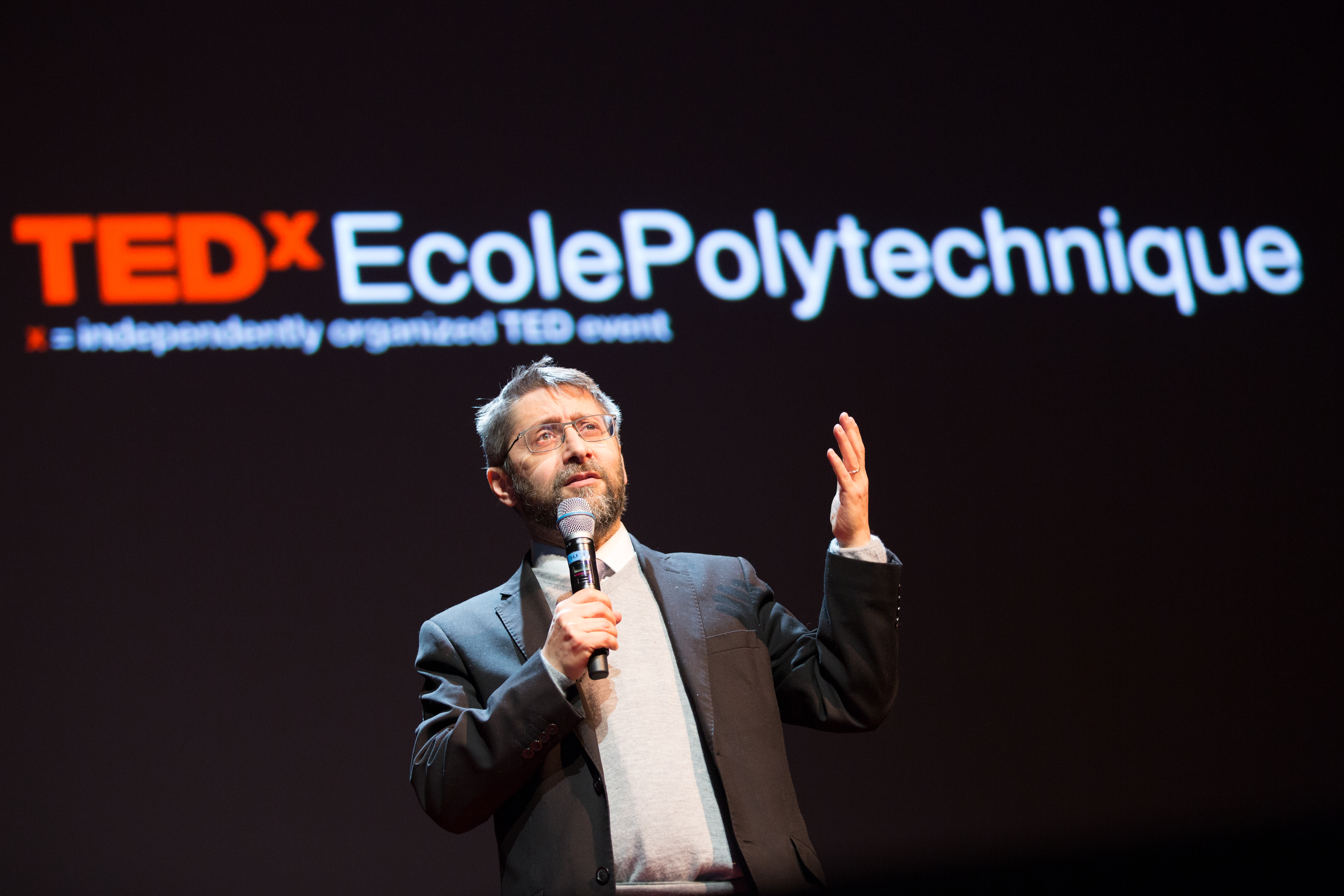
Le grand-rabbin de France Haïm Korsia au cours d'une Conférence TEDx à l'École polytechnique en janvier 2017.

À l'élection du 22 juin 2014, pour le poste de grand-rabbin de France, Haïm Korsia est un des dix candidats. Les neuf autres candidats sont : Raphaël Banon, Laurent Berros, Bruno Fiszon, Élie Elkiess, Olivier Kaufmann, Yoni Krief, Meyer Malka, Alain Sénior et David Shoushana,.
Le jour de l'élection, il ne reste plus que six candidats,, les autres s'étant retirés.
Sur les 313 électeurs, 233 sont présents (177 électeurs et 56 suppléants). Au 1er tour, 227 suffrages sur 233 et au deuxième tour 228 suffrages sur 233 sont exprimés.
Les résultats du 1er tour sont les suivants : Haïm Korsia, 94 voix (41,41 %), Olivier Kaufmann, 52 voix (22,90 %), Laurent Berros, 41 voix (18,06 %), Alain Sénior, 32 voix (14,09 %), Meyer Malka, 4 voix (1,76 %) et David Shoushana, 4 voix (1,76 %).
Haïm Korsia est élu grand-rabbin de France, au 2e tour, avec 131 voix (57,45 %) contre 97 voix (42,54 %) pour Olivier Kaufmann,.
Le rabbin Moché Lewin était le directeur de sa campagne. Au moment de l'annonce de l'élection par le président du Consistoire Joël Mergui, la présence du grand-rabbin Gilles Bernheim est notée.

## Réélection au grand-rabbinat de France en 2021
Haïm Korsia est réélu le 6 juin 2021 pour sept ans comme grand-rabbin de France au 1er tour avec 74,4 % des suffrages (avec 189 voix) devant Laurent Berros, 54 ans, rabbin de Sarcelles (34 voix), déjà  candidat sept ans plus tôt, et Mikaël Journo, 47 ans, rabbin de la synagogue Chasseloup-Laubat dans le 15e arrondissement de Paris, aumônier général des hôpitaux de France et secrétaire général de l’Association des rabbins français (30 voix). Pour le scrutin tenu au Consistoire israélite de Paris, 254 grands électeurs votent : les représentants des communautés de toutes les régions et environ 10 % de rabbins,,.

## Prises de position
Invité à New York par la synagogue de Park East, qui fête son 125e anniversaire en février 2015, Haïm Korsia critique le président des États-Unis, Barack Obama, au sujet de sa réaction à la prise d'otages du magasin Hyper Cacher de la porte de Vincennes. Il se dit peiné de son interprétation de l'événement, comme si les otages avaient été pris au hasard et non pas comme Juifs,.
Le 16 avril 2016, le vote par la France d'une résolution de l'Unesco sur la « Palestine occupée », qui vise officiellement à « sauvegarder le patrimoine culturel palestinien et le caractère distinctif de Jérusalem-Est » trouble fortement la communauté juive : le grand-rabbin de France déplore une résolution « ignorant le lien entre les juifs, le Mur occidental et le mont du Temple à Jérusalem » et exprime sa désapprobation dans une entrevue avec le ministre des Affaires étrangères Jean-Marc Ayrault. Après l'avoir rencontré, « le Grand Rabbin s’est dit rassuré à l’issue de cet échange, le ministre ayant expliqué n’avoir jamais eu l’intention de remettre en cause, ni la présence ni l’histoire juives à Jérusalem et redit que Jérusalem appartenait bien à tous les croyants, juifs, chrétiens et musulmans ». Toutefois, le grand-rabbin de France exprime à nouveau son indignation quant à la résolution le 9 mai dans un article du Figaro. Il la qualifie d'« atteinte à la foi de nombre de fidèles, qui ont accompagné la destinée du Temple de Jérusalem, de Salomon le bâtisseur à Jésus chassant les marchands ». Pour lui, le « principe de laïcité [...] aurait dû interdire de prendre aussi ouvertement parti pour des tenants extrémistes » et il considère de sa responsabilité d'obéir à l'injonction biblique « Pour Jérusalem, je ne me tairai point ». Haim Korsia reçoit à ce sujet le soutien du ministre de l'Intérieur Bernard Cazeneuve.
Lors de l'élection présidentielle de 2017, le grand-rabbin de France prend position avant le premier tour en appelant à « faire barrage aux extrêmes » puis avant le second tour (auquel se qualifie Marine Le Pen) en appelant « tous ceux qui croient et qui espèrent en la France à voter pour Emmanuel Macron, parce que c'est lui qui porte, maintenant, cette espérance de fraternité  », signant une déclaration commune sur le sujet avec son grand ami, François Clavairoly, président de la Fédération protestante de France, et Anouar Kbibech, président du Conseil français du culte musulman.
Le 13 avril 2022, il appelle, avec le président du consistoire central israélite de France Élie Korchia, à voter pour Emmanuel Macron au second tour de l’élection présidentielle, estimant qu’« en cas d’élection de Marine Le Pen, les juifs de France pourraient se voir interdire de continuer à manger casher »,.
Le député LFI Aymeric Caron saisit la justice le 26 août 2024 pour signaler des propos d'Haïm Korsia qui font selon lui « l’apologie de crimes de guerre ». Celui-ci avait affirmé que les pertes civiles causées par l'armée israélienne dans le cadre de la guerre de 2023-2024 dans la bande de Gaza étaient un « fait de guerre » qui incombait au Hamas palestinien. « Je n'ai absolument pas à rougir de ce qu'Israël fait dans la façon de mener les combats », avait-il également déclaré, disant ne pas être « mal à l'aise avec une politique qui consiste à défendre ses ressortissants »,. Haïm Korsia avait également déclaré : « Tout le monde serait bien content qu'Israël finisse le boulot ». L'affaire a été classée sans suite le 15 mars 2025.

## Publications
- Être juif et Français : Jacob Kaplan, le rabbin de la République, Éditions Privé, 2006  (ISBN 978-2-35076023-0)
- À corps et à Toi, broché, Actes Sud, coll. « Le souffle de l'esprit », 2006  (ISBN 978-2-7427-6497-6)
- La Kabbale pour débutants, broché, Trajectoire, 2007  (ISBN 978-2-84197423-8)
- Bioéthique : l'homme démultiplié, une réflexion juive sur l’humanité à venir, Oxus, 2009  (ISBN 9782848981260)
- Les enfants d'Abraham : un chrétien, un juif et un musulman dialoguent, avec Alain de La Morandais, Malek Chebel, Presses de la Renaissance, 2011  (ISBN 978-2-7509-0663-4)
- Éthique et action publique, Éditions ISMaPP, 2011  (ISBN 978-2841654321)
- Émeric Deutsch, La Volonté de comprendre, Éditions des Rosiers, 2011  (ISBN 979-1090108004)
- Réinventer les aurores, Fayard, 2020.

## Hommages et distinctions

### Décorations
- Officier de la Légion d'honneur (par décret du 4 avril 2015)[49],[50].
- Commandeur de l'ordre national du Mérite (par décret du 21 mai 2021).
  - Officier par décret du 2 mai 2012[51]. Il reçoit son brevet des mains de Jean-Louis Debré, président du Conseil constitutionnel, le 4 avril 2013.
- Chevalier de l'ordre des Palmes académiques[52]
- Commandeur de l'ordre des Arts et des Lettres (2020)[53].
- Médaille de l'Aéronautique (2024)[54].

### Affiliation
- Élu à l'Académie des sciences morales et politiques en 2014

### Prix
- Prix Charles-Aubert d'histoire de l'Académie des sciences morales et politiques en 2006 pour l'ouvrage Être juif et français. Jacob Kaplan, le rabbin de la République[55] et doté de 15 000 euros.
- Prix Scopus de l'université de Jérusalem[56].

## À la télévision

### Film documentaire
- Monsieur le rabbin, un film de Christophe de Ponfilly (auteur-réalisateur), production/diffusion : Interscoop, France 3, distribution : Doc & Co, 55 minutes, 1999[57]

### Dessin animé
Haïm Korsia participe au dessin animé Silex and the City diffusé sur Arte, en interprétant le personnage de Shlomo Abilis, un rabbin préhistorique, dans l'épisode Chamane Shalom de la saison 2.